# Frank Olsson
Frank Allan Marenius Olsson, född 3 november 1922 i Strömstad, död 26 april 2010 i Strömstad, var en svensk roddare. Han tävlade för Strömstads RK.
Olsson tävlade i åtta med styrman för Sverige vid olympiska sommarspelen 1952 i Helsingfors.